# Parafia św. Anny w Tucznej
Parafia Świętej Anny w Tucznej – parafia rzymskokatolicka z siedzibą w Tucznej. 
Parafia została erygowana w roku 1882. Kościół murowany wybudowano w latach 1879–1882 w stylu pseudoromańskim z barokowym wystrojem wnętrza. Parafia posiada księgi metrykalne od roku 1882.

## Zasięg parafii
Do parafii należą wierni z miejscowości: Tuczna wieś i kolonia, Bokinka Królewska, Dąbrowica Duża, Janówka-Puchary, Leniuszki, Międzyleś, Matiaszówka, Ogrodniki, Rozbitówka, Władysławów, Wólka Zabłocka, Wólka Zabłocka-Kolonia oraz Żuki z kaplicą dojazdową.